# 凸泡螺
凸泡螺（学名：Dolichupis producta）为猎女神螺科泡螺属之下的一種动物。

## 分佈
本物種分佈於菲律宾、新加坡、马来西亚、印度尼西亚、斐济群岛、土阿莫土群岛，包括南中國海等海域，属于暖水种。其常见于水深90-96英尺碎珊瑚石的底质。

## 外部連結
- 維基物種上的相關：凸泡螺